# Bruno Maran
Bruno Maran (San Giorgio di Nogaro, 23 ottobre 1924 – ...) è stato un calciatore italiano, di ruolo difensore.

## Carriera
Dopo gli esordi in Serie C con l'Edera Trieste, passa al Messina vincendo il campionato di Serie C 1949-1950 e disputando le due stagioni successive in Serie B, per un totale di 71 presenze tra i cadetti.
Nel 1952 si trasferisce al Marzotto Valdagno, con cui gioca altri tre campionati di Serie B collezionando altre 68 presenze nella serie cadetta.

## Palmarès

### Club

#### Competizioni nazionali
- Serie C: 1

Messina: 1949-1950